# Запонка

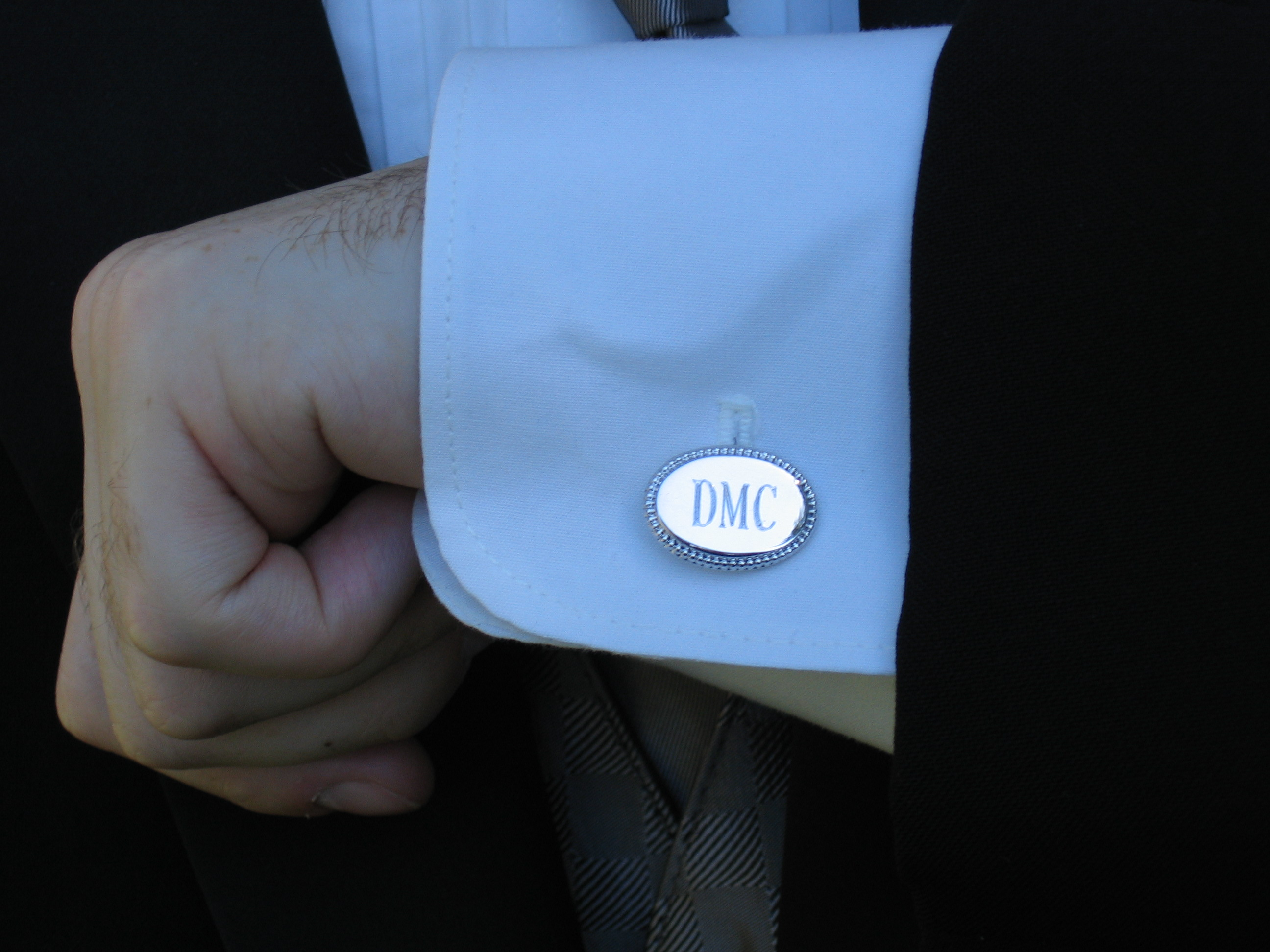
Запонка на манжете

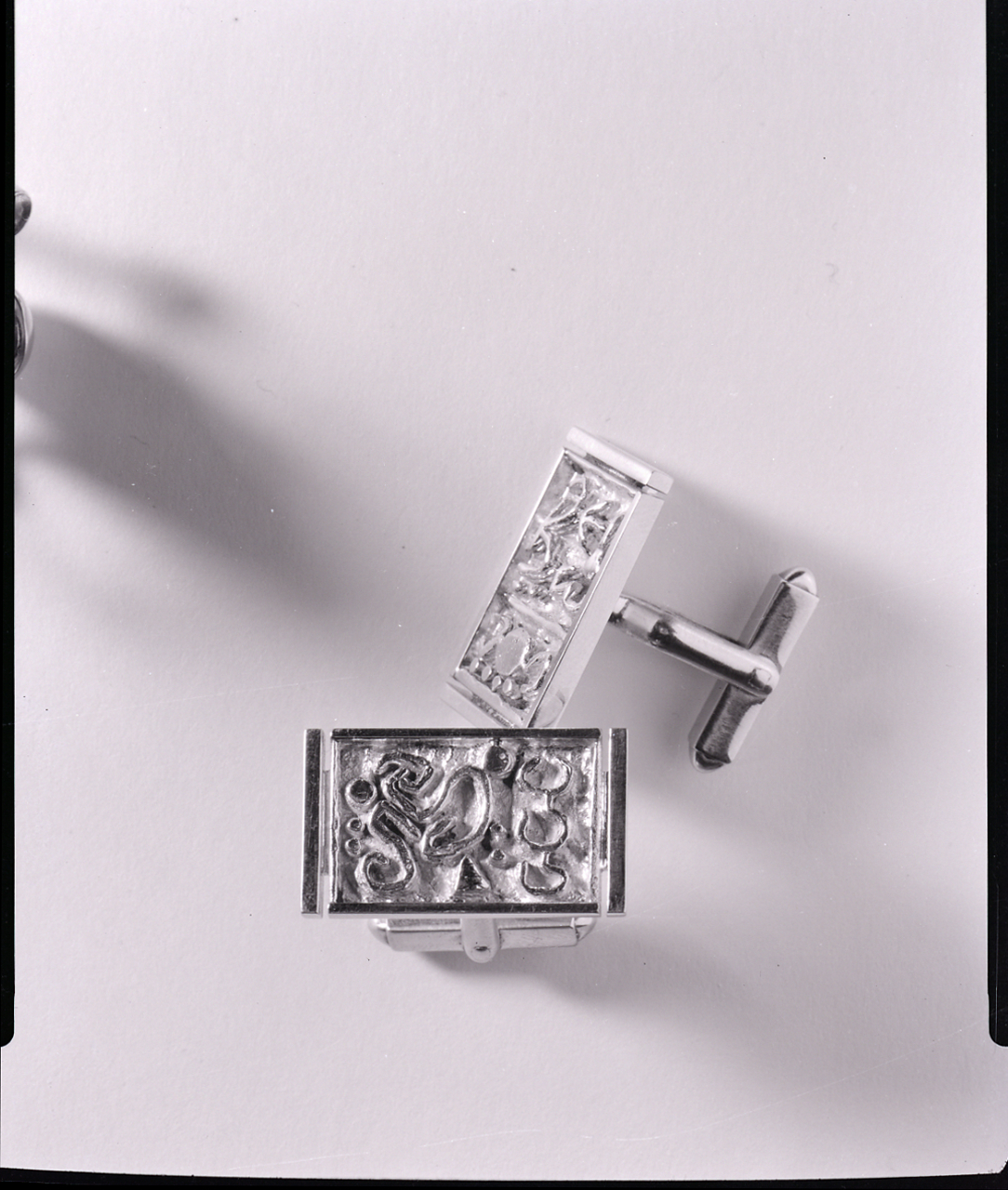

За́понки — застёжки, вдеваемые в петли манжет (рукавов) мужской сорочки. Часто запонки представляют собой ювелирные изделия.

## Рубашка
Для того, чтобы носить запонки, нужна сорочка с «французской» (двойной) манжетой или со специальными прорезями для запонок (комбинированная). В первом варианте манжеты предусматривают застёгивание исключительно запонками.

## История
Запонки появились в Европе в начале XVII века. Изначально рукава подвязывались шнурками или лентами. Во времена правления французского короля Людовика XIV в моду входит использование пары одинаковых стеклянных пуговиц, соединённых между собой короткой цепочкой.
К 1715 году это простое украшение сменяется на более изысканное, украшенное драгоценными камнями (обычно алмазами) с золотой цепочкой.
В то время запонки были дорогими в производстве и не были широко распространены. Изобретение процесса гальванизации позволило покрывать запонки, сделанные из дешёвого металла, тонкой плёнкой драгоценного металла. Но окончательно запонки стали доступны для большинства лишь с изобретением американца Джорджа Кременца. Наблюдения, сделанные на производстве патронов для винтовок, когда гильза формировалась из одного листа металла, помогли ему переложить этот опыт на производство запонок. Получив патент, в 1882 году он создал машину, которая позволяла очень дёшево производить запонки и значительно уменьшала себестоимость производства.
В 1924 году был изобретен новый механизм застежки. Компания «Boyer» начала использовать штырёк, свободно вращающийся по всей длине внутри ножки. Эта система стала настолько популярной, что используется и по сей день в большинстве запонок.

## Виды запонок
По симметрии:

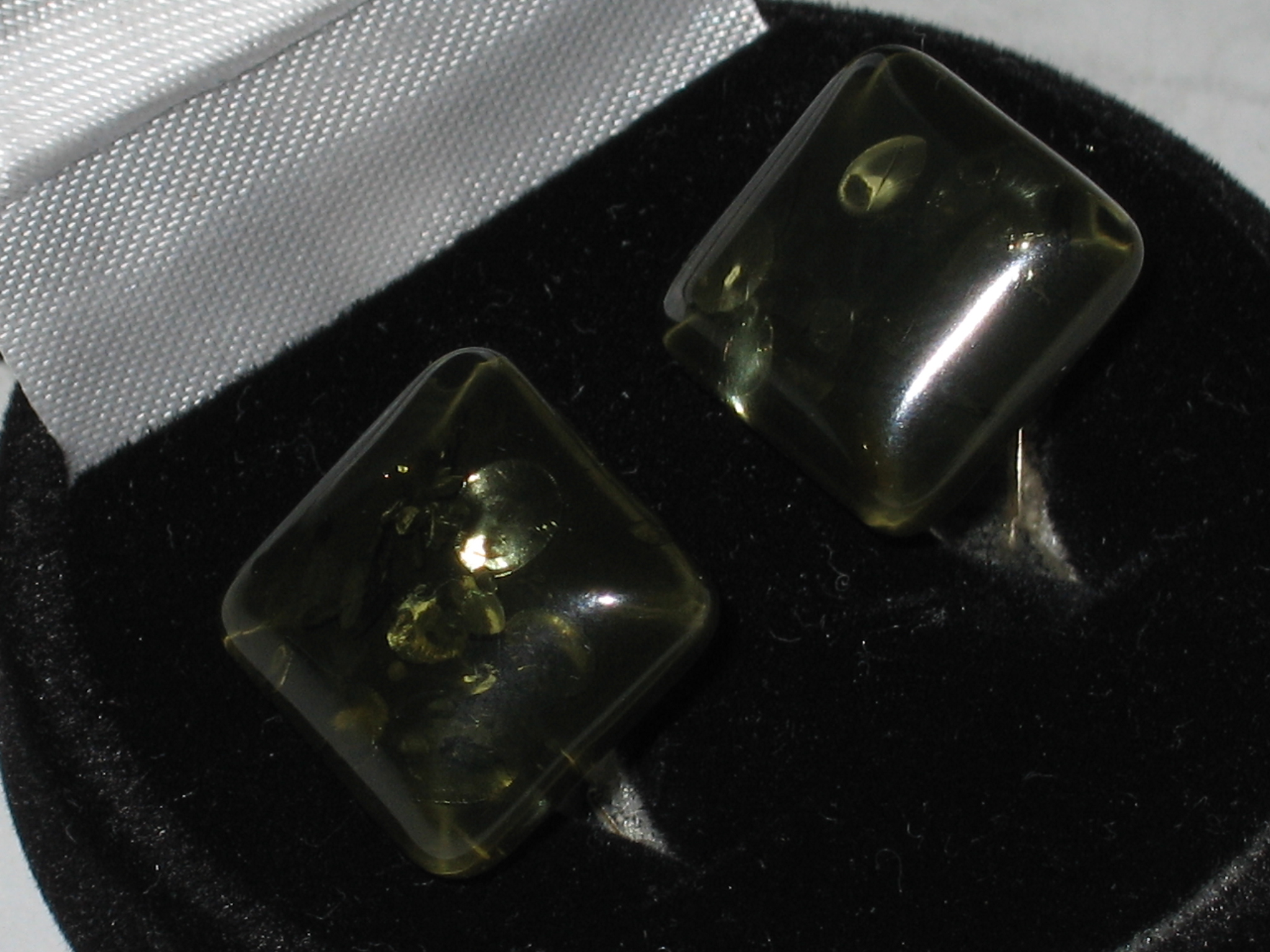
Металлические запонки с зелёным янтарём

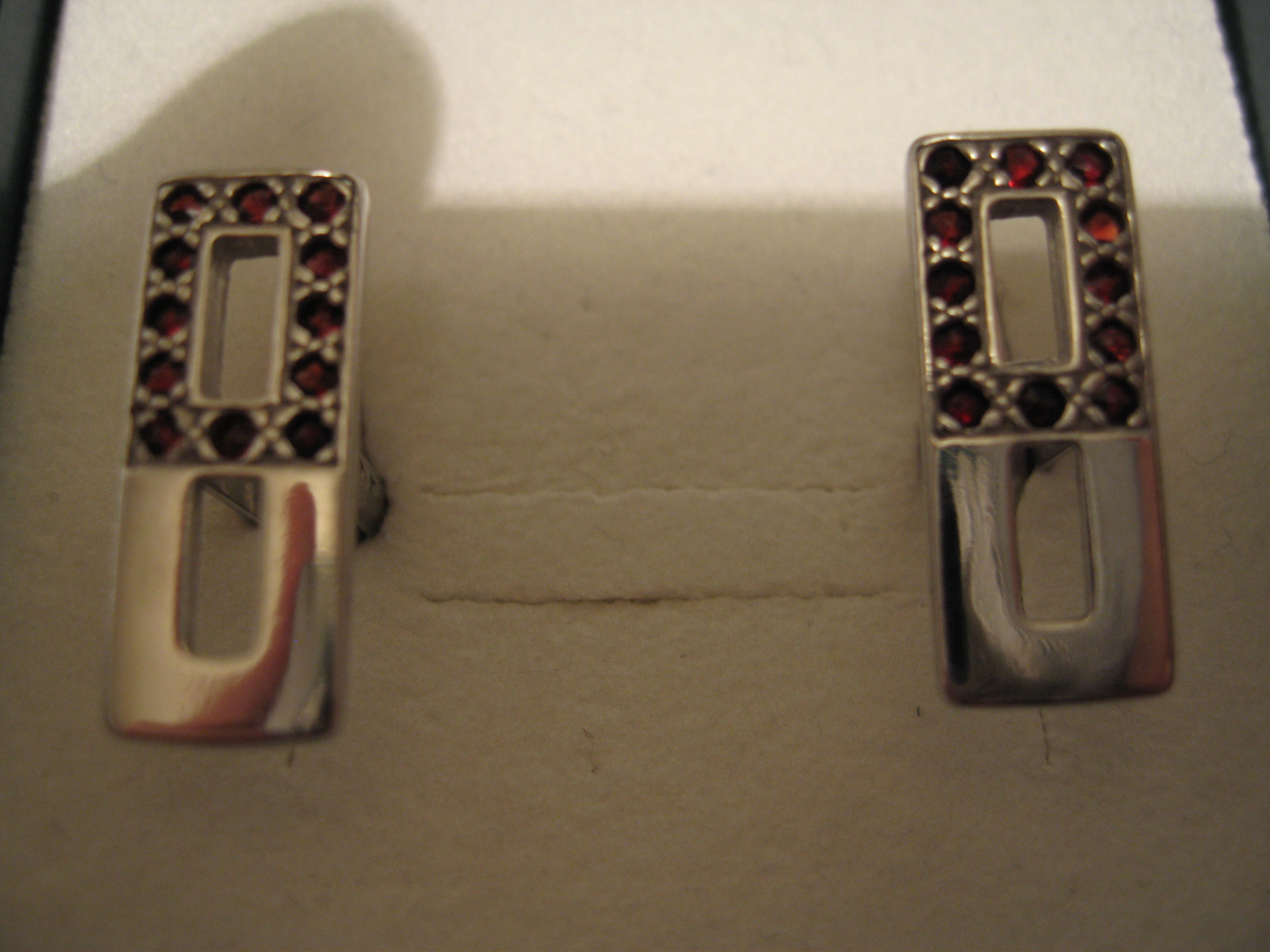
Серебряные запонки с чешскими гранатами

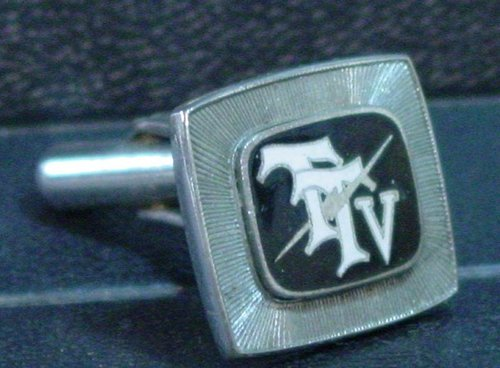
Первый логотип Тайваньского телевидения на запонке

- асимметричные (лицевая сторона — украшения, оборотная — застёжка);
- симметричные (обе половинки одинаковые).

По механизмам сцепки:
- вращающийся штырёк,
- цепочки,
- застёжки,
- жёсткие сцепки.

По концепции исполнения:
- классические (строгие формы и цвета)
- тематические (отражают профессию или хобби носящего)
- необычные (в виде черепа или женской фигуры)
- мужские (крупные, как правило строгие, неярких цветов)
- женские (как правило яркие, могут украшаться кристаллами)
- функциональные (в виде действующих предметов — часов, компасов, термометров и т. д.)

Некоторые пиджаки предназначены для застегивания на запонку.